# Familia Trancu
Trancu este o familie nobiliară de origine armeană din România. 
Numele (Trancu, Tranculia, Tranholeanț) provine de la cuvîntul armenesc Tranig sau Trang care înseamnă sfetnic la curtea regelui, avînd funcția de a păzi scaunul domnesc. Această funcție o întîlnim încă din secolul al V-lea, de pe vremea lui Movses Khorenați.
În bibliografia scrierilor de acum 1500 de ani întîlnim nume ca Episcopul Tran și Tran Eret.
În România familia a poposit în Moldova unde s-au afirmat economistul și omul politic Grigore Trancu-Iași și avocatul și criticul muzical Eugen Trancu-Iași.
Membri notabili ai familiei Trancu din Moldova:
- Grigore Trancu-Iași
- Marta Trancu-Rainer, sora lui Grigore Trancu-Iași, căsătorită cu antropologul, medicul și educatorul universitar Francisc Iosif Rainer
- Eugen Trancu-Iași, fiul lui Grigore Trancu-Iași
- Iulia Trancu-Iași, căsătorită cu Eugen Trancu-Iași